# Mănăstirea Studion
Mănăstirea Studion (în greacă veche Μονή του Αγίου Ιωάννη του Προδρόμου εν τοις Στουδίου, transliterat: Monē tou Hagiou Iōannē tou Prodromou en tois Stoudiou, în traducere „Mănăstirea Sfântul Ioan Înaintemergătorul a lui Studius”) a fost una din cele mai importante mănăstiri din Constantinopol.

## Istoric
Mănăstirea a fost ctitorită în anii 453-454 de patricianul Flavius Studius⁠(en)[traduceți], consul al anului 454 împreună cu Aetius.

## Personalități
- Teodor Studitul (759–826), stareț al mănăstirii, deținut politic, mort în exil;
- Alexie Studitul, patriarh al Constantinopolului (1025-1043)